# Hoftagebuch (Baden)

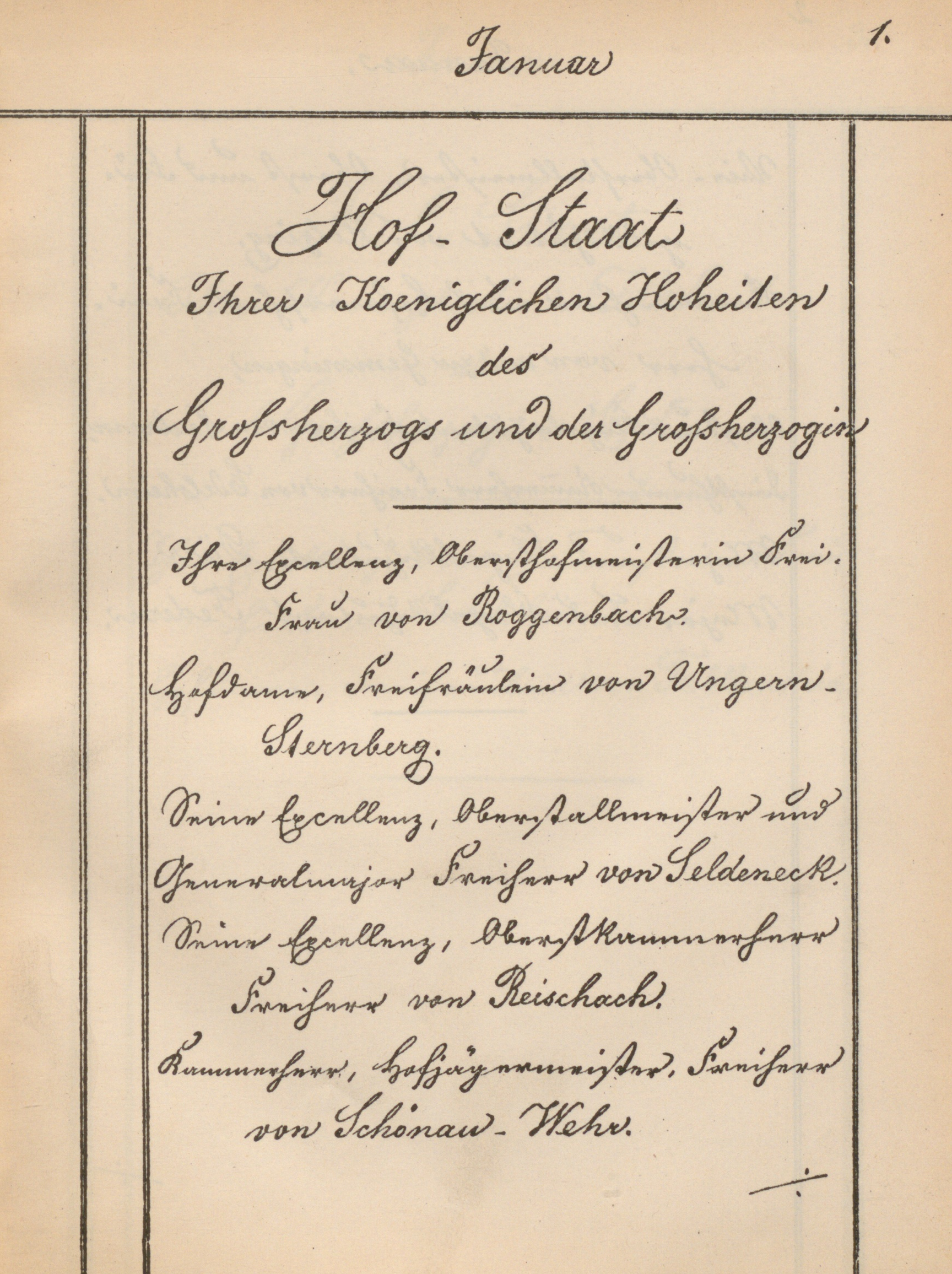
Hoftagebuch Karlsruhe, Eintrag vom 1. Januar 1864

Die fürstlichen Höfe im Heiligen Römischen Reich wiesen im 18. Jahrhundert oft vergleichbare Strukturen und Abläufe auf. In Karlsruhe gab es eine gedruckte Hofordnung und ein höfisches Zeremoniell. Seit der Zeit des Markgrafen Karl Friedrich von Baden-Durlach (1728–1811) führte am badischen Hof der Kammerfourier ein Hoftagebuch. Die letzten Eintragungen datieren auf den Dezember 1917.
Das Hoftagebuch bietet eine lückenlose Überlieferung der Ereignisse am badischen Hof für das 19. Jahrhundert. Die Eintragungen sind tageweise organisiert und knapp gehalten. Das Hoftagebuch gibt Auskunft darüber, welche Personen den Hof besuchten und gegebenenfalls vom Markgrafen bzw. späteren Großherzog in Audienz empfangen wurden. Dokumentiert werden auch die Reisen der Herrscherfamilie und die Orte, die der Großherzog selbst in seinem Herrschaftsgebiet besuchte. Die Einträge enthalten dann auch Informationen über die besuchten Hotels und die Aktivitäten der Herrscherfamilie.
Das Hoftagebuch enthält auch Informationen, die privat erscheinen. Dazu gehörten zum Beispiel die Anwesenheit von Gästen beim Frühstück oder Ort und Uhrzeit der Abendtafel. Das Hoftagebuch war jedoch kein privates Dokument, sondern sollte möglichst weit verbreitet werden. Bis 1899 wurde es handschriftlich geführt, aber bereits ab 1835 wurde es mittels Hektographie vervielfältigt. Ab 1899 wurde das Hoftagebuch mit beweglichen Lettern gesetzt und gedruckt. Während des Ersten Weltkriegs erfolgte eine erneute Umstellung. Das Hoftagebuch wurde nun mit der Schreibmaschine geschrieben und mittels Matrizen vervielfältigt.
Die älteren Ausgaben des Hoftagebuches ab den 1770er Jahren werden im Generallandesarchiv Karlsruhe aufbewahrt. Ab 1835 hat die Badische Landesbibliothek einen nahezu lückenlosen Bestand. Der 18.000 Seiten umfassende Bestand der Landesbibliothek wurde 2021 digitalisiert. Seit 2023 ist sowohl der handschriftliche, wie auch der druckschriftliche Teil des Hoftagebuchs mittels OCR und HTR mit einem Volltext versehen und kann entsprechend durchsucht werden.